# Idiopsebium
Idiopsebium is een kevergeslacht uit de familie van de boktorren (Cerambycidae). De wetenschappelijke naam van het geslacht werd voor het eerst geldig gepubliceerd in 1971 door Quentin & Villiers.

## Soorten
Idiopsebium omvat de volgende soorten:
- Idiopsebium bicolor Quentin & Villiers, 1971
- Idiopsebium jadoti Adlbauer, 2009